# Kolumella (grzyby)

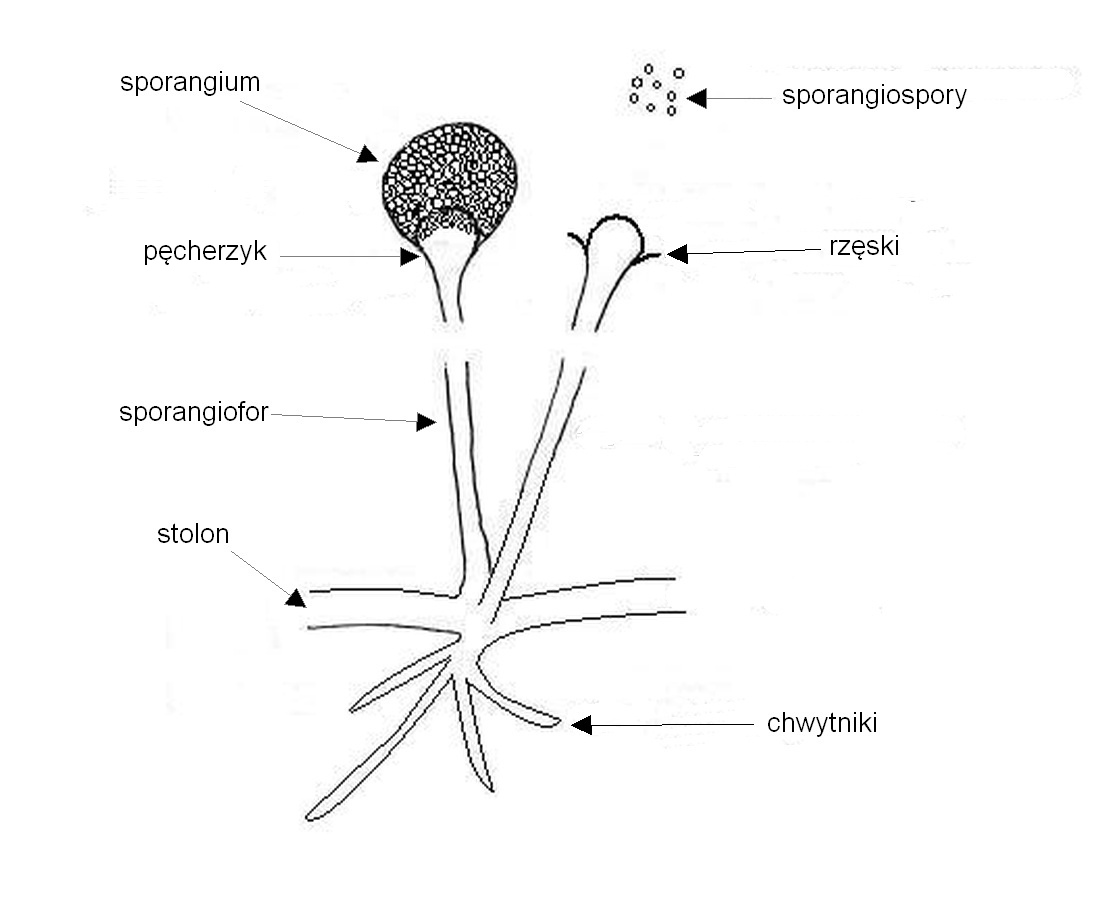
Sporangiofor z kolumellą u Rhizopus

Kolumella (łac. columella) – u grzybów termin kolumella ma 2 znaczenia:
- Środkowa, bezpłodna część owocnika, występująca w owocnikach typu zamkniętego (u tzw. wnętrzniaków), np. u purchawek. Często ma słupowatą postać. Struktura kolumelli, jej występowanie lub brak, ma znaczenie przy oznaczaniu niektórych gatunków[1].
- Inaczej pęcherzyk. Jest to szczytowa i przeważnie rozszerzona część sporangioforu, na której powstaje zarodnia (sporangium). Występuje np. u grzybów z gromady sprzężniaków (Zygomycota). U rodzaju Pilobolus na szczycie sporangioforu jest mało elastyczna kolumella wnikającą do zarodni. Pozostała część sporangiooforu jest elastyczna i wraz z dojrzewaniem rozszerza się, tworząc nabrzmiały pęcherzyk. Gdy turgor osiągnie wartość ok. 5,5 atm, część nieelastyczna pęka, a ciśnienie komórkowe wyrzuca zarodnię na odległość ok. 1 m[2].